# 日之影ソラ
日之影 ソラ（ひのかげ そら）は、日本のライトノベル作家および漫画原作者である。

## 概要
2020年10月30日に結果発表された第2回アース・スターノベル大賞において、『インチキ聖女と言われたので、国を出てのんびり暮らそうと思います』で入選を受賞、同時に書籍化が決定した。
2021年2月10日に、同じく小説家になろうで連載されていた『この冒険者、人類史最強です 〜外れスキル『鑑定』が『継承』に覚醒したので、数多の英雄たちの力を受け継ぎ無双する〜』（ネット連載時の旧題: 進化した【継承】スキルで数多の伝説を受け継ぎ英雄とならん）が2021年2月10日にカドカワBOOKS（KADOKAWA）より出版され、書籍化デビューを果たす。
その後、2021年5月15日に第2回アース・スターノベル大賞の入選作である『インチキ聖女と言われたので、国を出てのんびり暮らそうと思います』がアース・スターノベル（アース・スター エンターテイメント）より出版された。

## 作品リスト

### 書籍化作品
- この冒険者、人類史最強です 〜外れスキル『鑑定』が『継承』に覚醒したので、数多の英雄たちの力を受け継ぎ無双する〜（イラスト：エシュアル、カドカワBOOKS、2021年2月 - 刊行中）
- この宮廷付与術師、規格外につき〜人類唯一のスキル「言霊使い」で、俺は世界に命令する〜（イラスト：ダイエクスト、BKブックス、2021年5月 - 刊行中）
- インチキ聖女と言われたので、国を出てのんびり暮らそうと思います（イラスト：Chum、アース・スターノベル → アース・スター ルナ、2021年5月 - 刊行中）
- 女鍛冶師はお人好しギルドに拾われました 〜新天地でがんばる鍛冶師生活〜（イラスト：みつなり都、MFブックス、2021年9月 - 刊行中）
- 氷結系こそ最強です！ 小さくて可愛い師匠と結婚するために最強の魔術師を目指します（イラスト：田所哲平、エンターブレイン、2022年1月 - 刊行中）
- 偽りの聖女は竜国の魔法使いになりました（イラスト：三登いつき、PASH!ブックス、2022年4月 - 刊行中）
- 元宮廷錬金術師の私、辺境でのんびり領地開拓はじめます! 〜婚約破棄に追放までセットでしてくれるんですか?〜（イラスト：匈歌ハトリ、オーバーラップノベルスf、2022年7月 - 刊行中）
- 国渡りの錬金術師 王子に騙され王宮を追い出された私は、ある旅の一団と出会いました（イラスト：saraki、KADOKAWA、2022年8月 - 刊行中）
- ループから抜け出せない悪役令嬢は、諦めて好き勝手生きることに決めました（イラスト：輝竜司、DREノベルス、2022年12月 - 2023年12月）
- 無自覚な天才魔導具師はのんびり暮らしたい（イラスト：春野薫久、Mノベルスf、2023年5月 - 刊行中）
- パワハラ限界勇者、魔王軍から好待遇でスカウトされる 〜勇者ランキング1位なのに手取りがゴミ過ぎて生活できません〜（イラスト：Noy、ガガガブックス、2023年5月 - 2024年12月）
- 宮廷のビーストマスター、幼馴染だった隣国の王子様に引き抜かれる 〜私はもう用済みですか? だったらぜひ追放してください!〜（イラスト：m/g、PASH!文庫、2023年8月 - 刊行中）
- 悪役令嬢に転生した田舎娘がバッドエンド回避に挑む話 〜死にたくないのでラスボスより強くなってみた〜（イラスト：コユコム、HJノベルス、2023年8月 - 刊行中）
- ルーン魔術だけが取り柄の不憫令嬢、天才王子に溺愛される 〜婚約者、仕事、成果もすべて姉に横取りされた地味な妹ですが、ある日突然立場が逆転しちゃいました〜（イラスト：眠介、HJノベルス、2023年9月 - 刊行中）
- 今宵も俺は女子高生と雑草（晩餐）を探す（イラスト：みわべさくら、PASH!文庫、2023年12月 - 刊行中）
- 転生、沖田総司 -新選組異聞録-（イラスト：コダケ、Jノベルライト文庫、2023年12月 - 刊行中）
- 魔力ゼロの出来損ない貴族、四大精霊王に溺愛される（イラスト：紺藤ココン、アルファポリス、2023年12月 - 刊行中）
- 身代わりで縁談に参加した愚妹の私、隣国の王子様に見初められました（イラスト：NiKrome、Mノベルスf、2024年1月 - 刊行中）
- 私はただの侍女ですので ひっそり暮らしたいのに、騎士王様が逃がしてくれません（メディアワークス文庫、2024年2月 - 刊行中）
- 妹に婚約者を奪われた伯爵令嬢、実は敵国のスパイだったことに誰も気づかない（イラスト：天領寺セナ、NiμNOVELS、2024年6月 - 刊行中）
- 通販で買った妖刀がガチだった〜試し斬りしたら空間が裂けて異世界に飛ばされた挙句、伝説の勇者だと勘違いされて困っています〜（イラスト：福きつね、ブレイブ文庫、2024年9月 - 刊行中）

### 漫画原作
- ごめんなさいお嬢様、俺はメイドが好きなんです（作画：明日かかん、『月刊少年ガンガン』2022年3月号[6] - 2023年1月号）
- 十三番目の転生者〜俺だけ見捨てた女神をぶっ飛ばす！〜（漫画：小林煌、ニコニコ静画内『異世界ヤンジャン』、『となりのヤングジャンプ』2022年9月13日[7] - 2024年2月27日[8]、全4巻）
- 絆の聖女は信じたい～無個性の聖女は辺境の街から成り上がる～（作画：餅西うまし、Renta!内『comicスピア』2022年10月14日[9] - 2024年3月9日[10]）
- ナナイロ雷術師の英雄譚 -すべてを失った俺、雷魔術を極めて最強へと至る-（作画：水木シュウ、『comic グラスト』2021年9月10日（Vol.8）[11] - 2024年6月14日（Vol.74）[12]）
- 偽りの聖女は竜国の魔法使いになりました（作画：松河美衣、『コミックPASH!』2022年7月27日[13] - 連載中）
- ただのJK、異世界で魔王になる（漫画：宮田ダム、ニコニコ静画内『異世界ヤンジャン』2023年10月24日[14] - 2024年8月27日[15]、全3巻）
- 今宵も俺は女子高生と雑草（晩餐）を探す（漫画：モトカズ、『PASH UP!』2024年4月30日[16] - 連載中）
- 左遷された第三王女は『辺境改革』を始めます!!（漫画：あずまたま、ニコニコ静画内『異世界ヤンジャン』2025年2月11日[17] - 連載中）